# Tautoneura sinica
Tautoneura sinica är en insektsart som först beskrevs av Irena Dworakowska 1970.  Tautoneura sinica ingår i släktet Tautoneura och familjen dvärgstritar. Inga underarter finns listade i Catalogue of Life.